# Diocèse de l'Ain
Cet article court présente un sujet plus développé dans : Diocèse de Belley-Ars.
Le diocèse de l'Ain ou, en forme longue, le diocèse du département de l'Ain est un ancien diocèse de l'Église constitutionnelle en France.
Créé par la constitution civile du clergé de 1790, il est supprimé à la suite du concordat de 1801. Il couvrait le département de l'Ain. Le siège épiscopal était Belley.
- Notices d'autorité :   - VIAF
  - IdRef